# エドモン＝アドルフ・ルドー
エドモン＝アドルフ・ルドー（Edmond-Adolphe Rudaux、1840年2月10日 - 1908年7月）はフランスの画家、版画家、イラストレーターである。多くの書籍の挿絵を描いた。天文学の著作や絵画で知られるルシアン・ルドーの父親である。

## 略歴
フランスの北東部、ムーズ県のヴェルダンに生まれた。パリに移り、ラ・ロシュフコー通りに住み、初め、花などの静物画の画家、ヴィクトール・ルクレール(Victor Leclaire:1830-1885)と風景画家のウージェーヌ・ラヴィエイユ(Eugène Lavieille:1820-1889)に学んだ。1863年に展覧会に静物画を出展した。翌年のサロンには風俗画を出展し、その年結婚した。当時、近所に住んでいたギュスターヴ・ブーランジェ(1824-1880)のスタジオをしばしば訪れた。この頃は猟の場面や漁師などを描いた。
1870年頃から水彩画を描くようになり、子供を題材に選ぶようになり、人気を得て、作品は版画化されて、グリーティングカードなどの形で販売されるようになった。1873年頃、セーヌ＝マリティーム県のコードベック＝レ＝エルブフに移り、ヴール＝レ＝ロズの風景を描いた。幼い息子のルシアン・ルドーに望遠鏡を与えて天体観測に興味を持たせ、1894年には自宅の庭に天体観測所を作り、息子の天体趣味を援助した。ルシアン・ルドーは天文に関する著作や絵画を仕事とすることになった。
ジョルジュ・サンドの『魔の沼』(La Mare au Diable)など、多くの書籍の挿絵も描いた。

### ジョルジュ・サンドの『魔の沼』の挿絵(1889年)

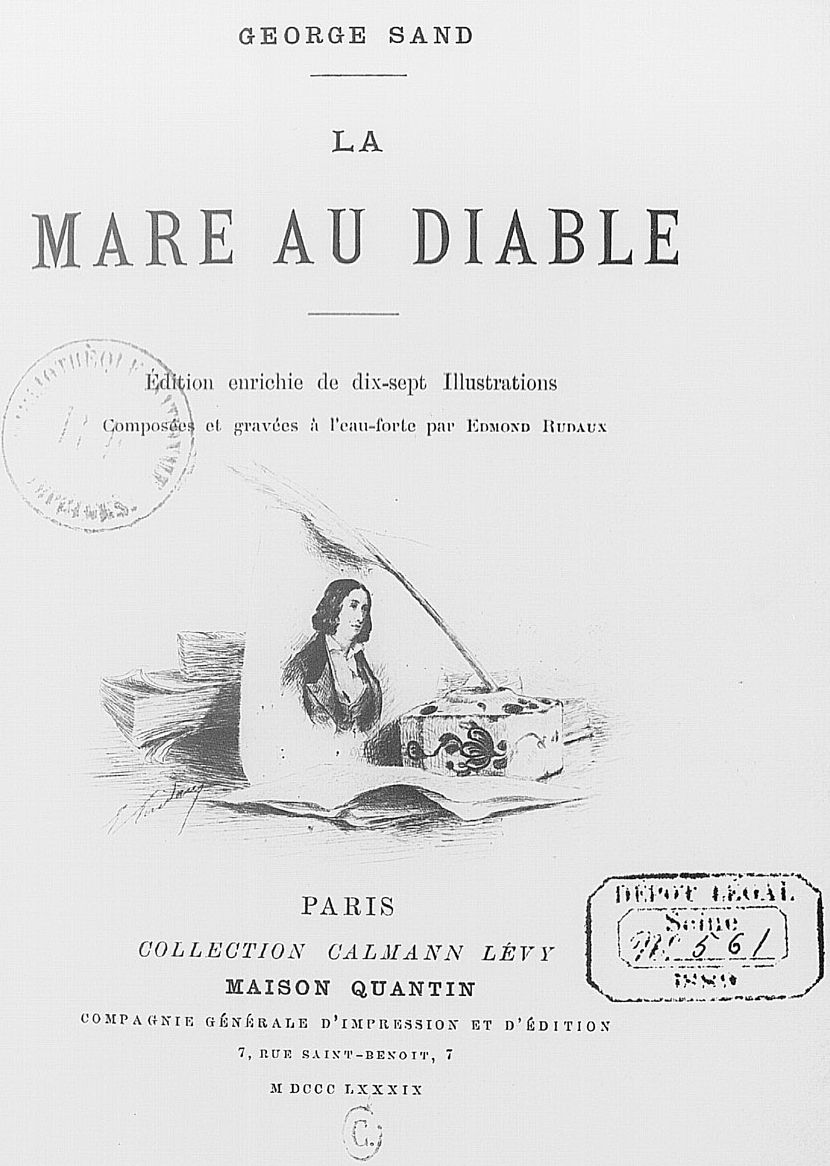
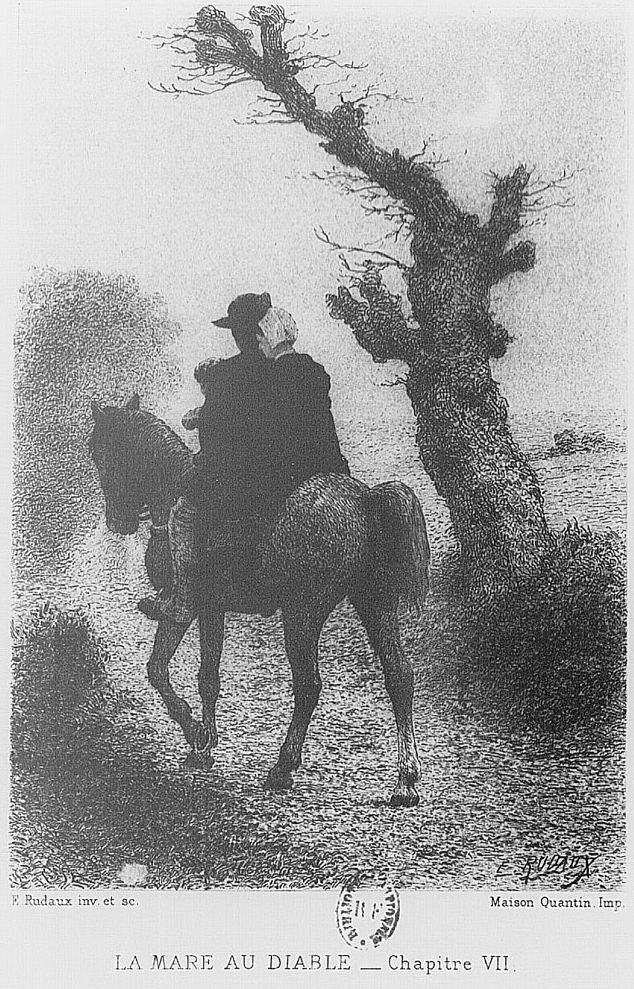
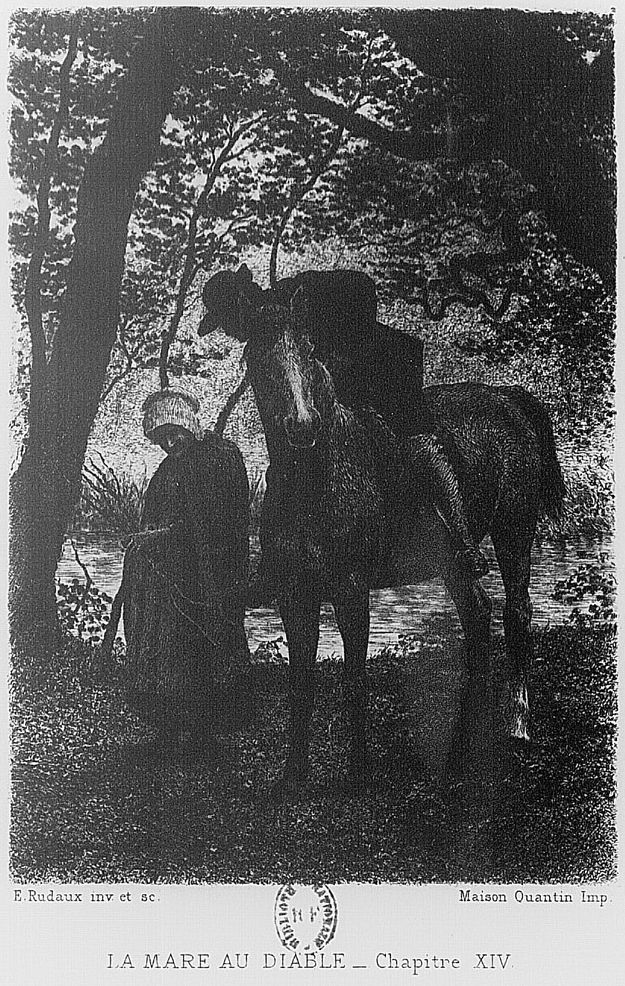
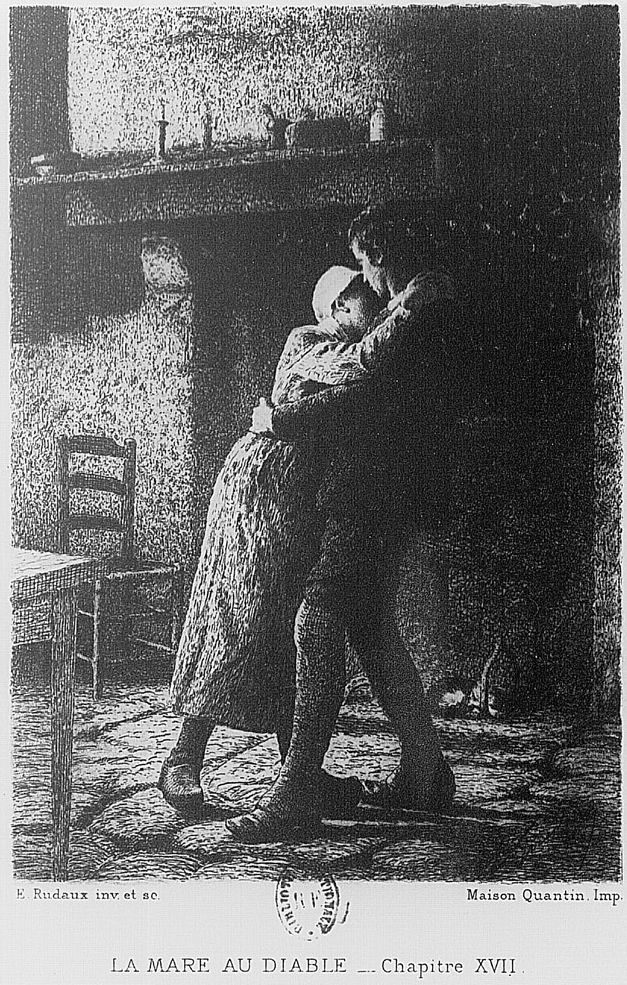
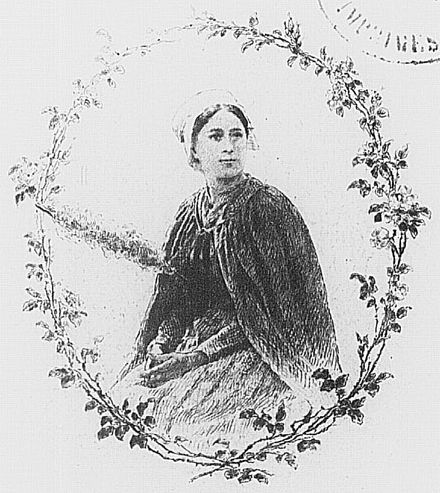

## 挿絵を描いた文学作品
- ジャン・エカール, La Chanson de l'enfant, 128 compositions de Rudaux et Timoléon Lobrichon gravées par L. Rousseau, Paris, G. Chamerot, 1884.
- アンドレ・トゥリエ, Les œillets de Kerlaz, quatre eaux-fortes de Rudaux, huit en-têtes et culs-de-lampe de Hector Giacomelli gravés par T. de Mare, Paris, L. Conquet, 1885.
- ジェラール・ド・ネルヴァル, Sylvie, 42 compositions dessinées et gravées à l'eau-forte, Paris, L. Conquet, 1886.
- エミール・ゾラ, Nouveaux contes à Ninon, 31 eaux-fortes, 2 tomes, Paris, L. Conquet, 1886.
- ジョルジュ・サンド, La Mare au Diable, 17 illustrations composées et gravées, Paris, Maison Quantin, 1889.
- フエルデイナン・ファーブル, L'Abbé Tigrane, Paris, Conquet, 1890.
- ピエール・ロティ, Pêcheurs d'Islande, Paris, Calmann-Lévy, 1893.
- Maurice Taconet, Par les sentiers. Contes et souvenirs, compositions de Rudaux et Charles Léandre, Paris, Rouquette, 1894.
- ポール・ラクロワ dit le Bibliophile Jacob, Ma République, Paris, L. Carteret, 1902.
- ギュスターヴ・フローベール, Un cœur simple, dessins, Paris, Aux dépens de la Société normande du livre, 1903.